# Układ z Racconigi
Układ z Racconigi – tajny układ podpisany 24 października 1909 w Racconigi, pomiędzy królem Włoch, Wiktorem Emanuelem III, a rosyjskim carem Mikołajem II.
Układ zawierał następujące postanowienia:
- Włochy i Rosja powinny przede wszystkim dążyć do utrzymania bez zmian istniejącego stanu rzeczy na Bałkanach
- W przypadku jakichkolwiek zdarzeń, mogących wystąpić na Bałkanach, strony powinny domagać się stosowania zasady narodowości poprzez rozwój państw bałkańskich, bez możliwości jakiejkolwiek obcej dominacji
- Strony powinny współdziałać środkami dyplomatycznymi w realizacji wymienionych wyżej celów, inne środki wymagają osobnego porozumienia
- Jeżeli Rosja lub Włochy zechcą podpisać nowe porozumienie z trzecim mocarstwem w sprawie Europy Wschodniej, prócz istniejących w danej chwili, żadna ze stron nie zrobi tego bez udziału drugiej strony.
- Włochy uznały cieśniny Bosfor i Dardanele za rosyjską strefę wpływów. Rosja uznała Cyrenajkę oraz Trypolitanię za strefę wpływów Królestwa Włoch.

Ustalono, że układ pozostaje tajemnicą i może być ujawniony przed inną stroną tylko za obopólną zgodą.
Niedługo później Włochy podpisały nowy układ z Austro-Węgrami z którymi związane były przez sojusz Trójprzymierza, zupełnie lekceważąc podpisane wcześniej porozumienie z Rosją.